# Відправниця душ Альпі та поховальна подорож
Відправниця душ Альпі та поховальна подорож (яп. 送魂の少女と葬礼の旅, Sōkon no Shōjo to Sōrei no Tabi) — серія манґи, написана та проілюстрована Роною. Виходила на вебсайті манґи Web Comic Zenyon видавництва Coamix з червня 2018 по березень 2022 року. В Україні ліцензована видавництвом Nasha idea.

## Сюжет
Давним-давно боги засіяли землю священним насінням, яке називали «духами», і люди були вічно вдячні за благословення, які приносили ці духи. Але навіть духи не застраховані від плину часу. Коли їхнє життя закінчується, їхні тіла поглинає темрява, поширюючи навколо себе тління. Лише «відправники душ» мають силу провести цих проклятих духів до останнього спочинку. Це історія Альпі, молодої відправниці душ, яка, незважаючи на безмірну скорботу і страждання, використовує свій клинок, щоб виконати цей урочистий обов'язок.

## Публікація
Написана та проілюстрована Роною, манґа випускалася на вебсайті Web Comic Zenyon видавництва Coamix з 24 червня 2018 року по 25 березня 2022 року. Її розділи зібрано в сім танкобонів, виданих з 20 квітня 2019 року по 20 травня 2022 року.  Серіал ліцензований англійською мовою Titan Comics. В Україні випускається видавництвом Nasha idea.

### Список томів
| № | Японською      | Японською                                             | Українською    | Українською            |
| № | Дата виходу    | ISBN                                                  | Дата виходу    | ISBN                   |
| - | -------------- | ----------------------------------------------------- | -------------- | ---------------------- |
| 1 | 20 квітня 2019 | ISBN 978-4-19-980564-6 (о) ISBN 978-4-86720-128-2 (п) | 8 січня 2025   | ISBN 978-617-8396-76-3 |
| 2 | 20 червня 2019 | ISBN 978-4-19-980577-6 (о) ISBN 978-4-86720-129-9 (п) | 27 лютого 2025 | ISBN 978-617-8516-03-1 |
| 3 | 20 січня 2020  | ISBN 978-4-19-980612-4 (о) ISBN 978-4-86720-130-5 (п) | 3 травня 2025  | ISBN 978-617-8516-30-7 |
| 4 | 20 липня 2020  | ISBN 978-4-86720-160-2                                | —              | —                      |
| 5 | 20 січня 2021  | ISBN 978-4-86720-197-8                                | —              | —                      |
| 6 | 19 липня 2021  | ISBN 978-4-86720-249-4                                | —              | —                      |
| 7 | 20 травня 2022 | ISBN 978-4-86720-310-1                                | —              | —                      |

## Сприйняття
Ребекка Сільверман з Anime News Network зазначає, що серіал маркетується для шанувальників магічних дівчат, хоча вона відчуває, що він більше зосереджений на ролі Альпі як відправниці душ, ніж на магічних перетвореннях. Вона порівнює серіал із манґою про приємну подорож, як-от Somali and the Forest Spirit, відзначаючи його багатий світ та боротьбу Альпі з прокляттям, яке вимагає болісного очищення. Хоча історія починається легковажно, Сільверман зазначає, що вона стає темнішою, коли Альпі стикається з глибшими питаннями про своє призначення та лояльність. Незважаючи на повільний початок, вона вважає, що серіал має потенціал, з сильнішими темами і розвитком персонажів у пізніших розділах, і хвалить детальні ілюстрації, рекомендуючи слідкувати за манґою.
Серіал рекомендували творці манґи Коре Ямадзакі та Таку Кувабара.